# Ichinoseki
Ichinoseki (一関市; -shi) é uma cidade japonesa localizada na província de Iwate.
Em 2003 a cidade tinha uma população estimada em 63 299 habitantes e uma densidade populacional de 154,30 h/km². Tem uma área total de 410,23 km².
Recebeu o estatuto de cidade a 1 de Abril de 1948.